# Dimi Mint Abba
Dimi Mint Abba (arabisch ديمي منت آبا, DMG Dīmī mint Ābā, geboren als Loula Bint Sidati Ould Abba; * 25. Dezember 1958 in Tidjikja, Mauretanien; † 4. Juni 2011 in Rabat, Marokko) war eine mauretanische Musikerin und Sängerin. Sie gilt als bekannteste Vertreterin der Griot-Tradition in Mauretanien.

## Leben
Dimi Mint Abba wurde in eine Iggawin-Familie geboren. Ihre Mutter war die Sängerin und Ardin-Spielerin Fire Mounina Mint Eida, ihr Vater der Sänger und Komponist Sidati Ould Abba, der die mauretanische Nationalhymne komponierte. Von früher Kindheit an wurde sie von ihrer Mutter im Spielen auf der Tbal-Trommel und im Singen, ab dem Alter von zehn Jahren auf der Ardin-Harfe unterrichtet. 1976 trat sie zum ersten Mal mit ihren Eltern im Radio auf und gewann bald darauf einen Gesangswettbewerb. Ein Jahr später repräsentierte sie ihr Land beim International Oum Kalsoum Song Contest in Tunesien und gewann den Wettbewerb mit dem Lied Sawt Elfan. Das verschaffte ihr den Durchbruch. Sie wurde als „Wüstendiva“ bekannt und repräsentierte Mauretanien bei weiteren großen internationalen Festivals, so im Irak, Algerien und Marokko. Sie unternahm zahlreiche Tourneen durch Afrika und bald darauf auch durch Europa. So wurde sie 1989 zu einer Tournee ins Vereinigte Königreich eingeladen. Sie wurde von ihrem Mann Khalifa Ould Eide († 2001) auf der Tidinit und ihrer Tochter Fairuz aus der ersten Ehe mit Seymali Ould Hamed Vall begleitet. Fairuz übernahm Backing Vocals und Percussion. 1990 und 1992 folgten Schallplattenaufnahmen in Europa. 1993/94 folgte eine Tournee durch die USA. 2006 trat sie beim Womad-Festival und bei den BBC Proms mit der spanischen Band Radio Tarifa als Teil des UK's Festival of Muslim Cultures in der Royal Albert Hall auf. Es wurden auch Aufnahmen bei World Circuit gemacht, die aber nicht sofort veröffentlicht wurden, weil einigen Musikern ihrer Band die Einreise verweigert worden war. 2009 unternahm sie eine Tournee nach Australien mit einem Auftritt beim Festival WOMADelaide. Nach einem Unfall am 27. Mai 2011 wurde sie in Rabat in ein Hospital eingeliefert und verstarb am 4. Juni 2011 an einer Hirnblutung. Der mauretanische Präsident Mohamed Ould Abdel Aziz bezeichnete ihren Tod als nationalen Verlust. Auch mit Khalifa Ould Eide hatte sie eine Tochter.

## Diskografie
- Moorish Music from Mauritania (1990; aufgenommen zusammen mit ihrem Ehemann, dem Gitarristen Khalifa Ould Eide, veröffentlicht bei World Circuit als einzige britische Plattenveröffentlichung)
- Musique et chants de Mauritanie (1992,  veröffentlicht beim französischen Plattenlabel Auvidis)